# Ахметкужина, Гульшат Файзильгаяновна
Гульшат Файзильгаяновна Ахметкужина (род. 28 февраля 1951, Юлдашево, Башкирская АССР) — поэт и драматург, член Союза писателей СССР, Республики Башкортостан (1989). 

## Биография
Родилась 28 февраля 1951 года в д. Юлдаш Абзелиловского района Башкирской АССР.
После получения среднего образования поступила на филологический факультет Башкирского государственного университета (ныне Уфимский университет науки и технологий) и в 1975 году успешно окончила.
Работала заведующим отделом и корреспондентом республиканской газеты «Башкортостан».
В литературе творит в жанрах: поэзия, проза, драматургия. Её поэтическая героиня — искренняя, размышляющая о смысле жизни, любящая мать, от чистого сердца влюблённая девушка, которая всегда помнит добро, любит родную землю и старается всегда быть полезным, нужным людям. Поэтический мир Гульшат Ахметкужиной — мир человечности и добрых отношений. В своих драматических произведениях автор никогда не забывает, что она по натуре — поэт, все герои пьес образны и выразительны, тем и интересны, неожиданны для зрителей.
Проза Г. Ахметкужиной в основном посвящена подросткам и воспитывает их по канонам нравственности, человечности.
Г. Ахметкужина — автор более 30 драматических произведений разного жанра. В 2009 году она стала обладательницей Премии второй степени в Республиканском конкурсе драматических произведений. Спектакли по пьесам Г. Ахметкужиной поставлены и ставятся на сценах Башкирского государственного академического театра им. Мажита Гафури, Сибайского драматического театра им. Арслана Мубарякова.

## Премии
Лауреат премии им. Кима Ахмедьянова

## Книги
- Серебряные снежинки: Стихи. Уфа: Башкнигоиздат, 1981. Башк.
- Весны вернутся: Стихи. Уфа: Башкнигоиздат, 1985. Башк.
- Утерянный клад: Рассказы. Уфа: Башкнигоиздат, 1987. Башк.
- Зори моей жизни: Стихи. Уфа: Башкнигоиздат, 1990. Башк.
- Весна запоздалая: Стихи. Уфа: Китап, 2005. Башк.
- Калинушки горьковатый вкус: Пьесы. Уфа: Китап, 2011. Башк.